# Maurice-Noël-Eugène Mathenet
Maurice-Noël-Eugène Mathenet, francoski general, * 1889, † 1961.